# Baker Street

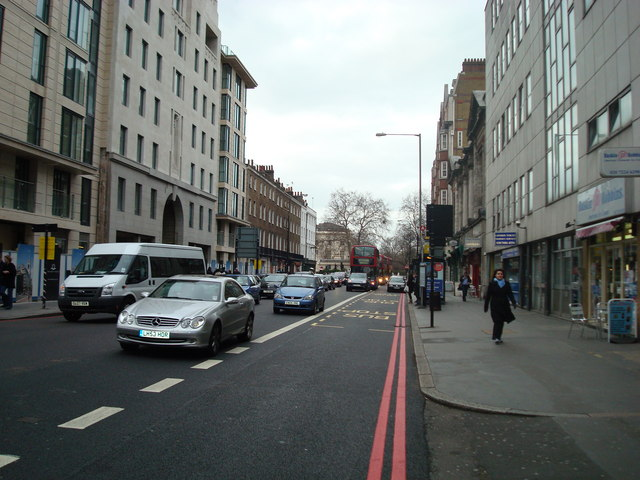
Baker Street

La Calle Baker (en inglés: Baker Street) es una calle del distrito londinense de Marylebone, en la Ciudad de Westminster. Es conocida por su relación con el detective de ficción Sherlock Holmes, que habitaba en la dirección ficticia 221B Baker Street. La calle fue llamada así por el constructor William Baker, quien la diseñó en el siglo xviii. Originariamente, fue una calle residencial de clase alta, pero ahora se encuentra ocupada principalmente por locales comerciales.
Baker Street tiene el código postal NW1/W1 y es una arteria muy transitada. Va hacia el sur desde Regent's Park, cruza Park Road, paralela a Gloucester Place, y se cruza con Marylebone Road, York Street, Portman Square y Wigmore Street. En el cruce con Wigmore St., gira hacia Orchard Street que acaba cuando se cruza con Oxford Street.